# Alexej Mikhailov
Alexej Vladimirovic Mikhailov (* 12. April 1996 in Hannover, Niedersachsen) ist ein ehemaliger deutscher Leichtathlet, der sich auf den Hammerwurf spezialisiert hatte.

## Berufsweg
Mikhailov besuchte die Goetheschule, ein Gymnasium mit Musikzweig in Hannover-Herrenhausen. Er ist Soldat und studiert an der Universität Hannover Wirtschaftsingenieurwesen.

## Sportliche Karriere
Alexej Mikhailov wechselte 2011 zum Hammerwurf, zuvor widmete er sich dem Diskuswurf.
2012 gewann er als 16-Jähriger die Deutschen U18-Meisterschaften mit 68,92 m, wobei er über vier Meter Vorsprung vor dem Zweitplatzierten hatte.
2013 wurde Mikhailov Deutscher U18-Winterwurf- und Deutscher U18-Meister. Bei den U18-Weltmeisterschaften in Donetsk qualifizierte er sich mit persönlicher Bestleistung von 73,94 m für das Finale, in dem er mit 73,21 m den 9. Platz belegte.
2014 wurde Mikhailov erneut Deutscher U18-Winterwurfmeister und nun Deutscher U20-Meister. Bei den U20-Weltmeisterschaften in Eugene (USA) qualifizierte er sich erneut mit einer persönlichen Bestleistung von 74,89 m für das Finale, in dem er sich wiederum steigerte und mit 75,88 m auf den 4. Platz kam.
2015 gewann Mikhailov die Deutscher U20-Meisterschaften und wurde Deutscher U23-Vizemeister. Bei den U20-Europameister in Eskilstuna qualifizierte er sich mit 76,74 m für das Finale, wo er mit 70,26 m den 11. Platz belegte.
2016 holte sich er erneut den Meistertitel bei den Deutschen U23-Meisterschaften.
2017 kam Mikhailov mit der Mannschaft und im Einzel beim Winterwurf-Europacup in Las Palmas (Spanien) auf den 1. Platz. Erneut wurde er Deutscher U23-Meister und belegte bei den Deutschen Meisterschaften der Aktiven den 5. Platz. Bronze holte sich Mikhailov bei den U23-Europameisterschaften in Bydgoszcz (Polen) und kam auf den 10. Platz bei der Sommer-Universiade in Taipeh (Taiwan).
2019 konnte er beim Winterwurf-Europacup in Šamorín (Slowakei) 72,44 m erzielen, seine gesundheitlichen Beschwerden nahmen danach wieder zu.
Ende Januar gab Mikhailov bekannt, dass er sich aufgrund von Verletzungsproblemen und der Gefahr des schweren Verschleißes vom Leistungssport verabschieden muss.
Mikhailov gehörte dem Perspektivkader des Deutschen Leichtathletik-Verbandes (DLV) an.

## Vereinszugehörigkeiten
Alexej Mikhailov war seit 1. Januar 2018 für den TV Wattenscheid 01 startberechtigt und zuvor bei Hannover 96.

## Bestwerte
Leistungsentwicklung
| 2012 | 68,92 m |
| 2012 | 58,82 m |
| 2013 | 73,94 m |
| 2014 | 75,88 m |
| 2015 | 79,96 m |
| 2015 | 69,31 m |
| 2016 | 70,58 m |
| 2017 | 72,59 m |
| 2018 | 68,90 m |
| 2019 | 72,44 m |

Persönliche Bestleistungen
(Stand: 29. Januar 2020)
- 73,94 m (5 kg), Donetsk, 11. Juli 2013
- 79,96 m (6 kg), Leverkusen, 30. Mai 2015
- 72,59 m (7,26 kg), Leverkusen, 27. Mai 2017
- 72,44 m (7,26 kg), Šamorín, 10. März 2019

## Erfolge
national
- 2012: Deutscher U18-Meister
- 2013: Deutscher U18-Winterwurfmeister
- 2013: Deutscher U18-Meister
- 2014: Deutscher U18-Winterwurfmeister
- 2014: Deutscher U20-Meister
- 2015: Deutscher U20-Meister
- 2015: Deutscher U23-Vizemeister
- 2016: Deutscher U23-Meister
- 2017: Deutscher U23-Meister
- 2017: 5. Platz Deutsche Meisterschaften

international
- 2013: 9. Platz U18-Weltmeisterschaften
- 2014: 4. Platz U20-Weltmeisterschaften
- 2015: 11. Platz U20-Europameisterschaften
- 2017: Sieger Winterwurf-Europacup (Mannschaft und Einzel)
- 2017: 3. Platz U23-Europameisterschaften
- 2017: 10. Platz Sommer-Universiade
- 2019: 11. Platz Winterwurf-Europacup